# Тато у відрядженні
«Тато у відрядженні» (сербохорв. Otac na službenom putu) — художній фільм Еміра Кустуриці, лауреат Золотої пальмової гілки Каннського кінофестивалю.

## Сюжет
Дія фільму відбувається на початку  1950-х років в  Югославії. Розповідь ведеться від імені хлопчика на ім'я Малік, який живе в Сараєво.
Фільм розповідає про життя сім'ї, яка проживає в Сараєво. Кустуриця показує у фільмі події, які відбувалися з кінця сорокових до початку п'ятдесятих в  Югославії. Режисер вирішив показати глядачам, як ці події бачив маленький хлопчик, якому було всього шість років. Тато цього хлопчика практично ніколи не бував вдома. Він говорив, що його постійно направляють в різні райони країни у відрядження. Насправді ж він завів декілька коханок і по черзі відвідував їх. Мама хлопчика відчувала, що справа зовсім не в відрядженнях і глибоко переживала з цього приводу. Одна з ображених коханок написала донос владі на батька цього хлопчика. Його негайно посадили у в'язницю. Шестирічний хлопчик і його мама близько трьох років провели в страшній убогості. Вони божеволіли від горя, адже теж зазнали гонінь і репресій. Фільм Кустуриці поставлений незвично. У ньому багато іронії і злого гумору.

## У ролях
- Морено де Бартолі

- Предраг Манойлович

- Мір'яна Каранович

- Мустафа Надаревич

- Міра Фурлан

- Давор Дуймович

## Нагороди
- 1985 — «Золота пальмова гілка» Каннського кінофестивалю
- 1986 — номінація на «Оскар» в номінації «Найкращий фільм іноземною мовою»